# 丹治辰碩
丹治 辰碩（たんじ たつひろ、1996年11月19日 - ）は、元ラグビーユニオン選手。

## 略歴
小学2年生からラグビーを始めた。
慶應義塾幼稚舎、慶應義塾普通部、慶應義塾高校を経る。
2013年、U17日本代表に選ばれ、第21回 日・韓・中ジュニア交流競技会に出場した。
2015年、慶應義塾大学法学部政治学科に入学。
慶應義塾體育會アメリカンフットボール部に所属するが、その後慶應義塾體育會蹴球部に加入。
2019年、慶應義塾大学卒業後、ジャパンラグビートップリーグのパナソニック ワイルドナイツに加入。
2022年5月1日に行われたJAPAN RUGBY LEAGUE ONE第15節グリーンロケッツ東葛戦にて途中出場で公式戦に初出場した。
2023年2月18日に行われたJAPAN RUGBY LEAGUE ONE第8節交流戦花園ライナーズ戦にスタメン出場し、ホームスタジアム(熊谷ラグビー場)の公式戦に初出場した。
2025年6月、埼玉パナソニックワイルドナイツを退団し、選手引退した。